# Carlo Acutis
Blaženi Carlo Acutis (London, 3. svibnja 1991. ‒ Monza, 12. listopada 2006.), talijanski je blaženik Katoličke Crkve, poznat po dokumentiranju svjetskih euharistijskih čuda i njihovoj katalogizaciji na mrežnoj stranici koju je sam stvorio nekoliko mjeseci prije smrti. Blaženim je proglašen u Assisiju 10. listopada 2020. Spomendan mu je 12. listopada.
Prozvan je „Dominikom Saviom 21. stoljeća”.

## Životopis

### Rođenje i sakramenti
Rođen je 3. svibnja 1991. u Londonu, u kojemu su tada živjeli i radili njegovi roditelji – otac Andrea Acutis i majka Antonia Salzano. Kršten je 18. svibnja u crkvi Gospe Žalosne (Our Lady of Dolours). Nedugo poslije Carlova rođenja, obitelj se u rujnu 1991. preselila u Milano, u župu Santa Maria Segreta. Osnovnu školu pohađao je u prostorima Družbe sestara svete Marceline na Piazza Tommaseo u Milanu. Godine 2005. upisuje Klasičnu gimnaziju Leone XIII., pod upravom Družbe Isusove.
Carlo je već kao dijete bio vrlo odan štovanju Majke Božje i redovito je molio krunicu u znak vlastite privrženosti njoj. S obzirom na to da je još kao sedmogodišnjak pokazao zrelost i razumijevanje Euharistije, na preporuku msgr. Pasqualea Macchija (osobnog tajnika Pavla VI.), u opatiji Bernaga u Peregu, u sklopu samostana pustinjakinja Reda sv. Ambrozija SantʼAmbrogio ad Nemus, prima 16. lipnja 1998. prvu svetu pričest.

### Duhovni život
Svakodnevno je nazočio svetoj misi i primao sakrament svete pričesti te uvijek prije ili poslije mise neko vrijeme provodio u molitvi i duhovnim razmišljanjima ispred tabernakula. Jednom tjedno se ispovijedao. Potaknut primjerom Gospe Fatimske, svakodnevno je molio krunicu. U duhovnome životu vodio se evanđeoskom rečenicom, ujedno i vodiljom sv. Franje Ksaverskog: „Ta što koristi čovjeku ako sav svijet zadobije, a sebe sama izgubi ili sebi naudi?” (Lk 9,25). U jesen 2004. postaje zamjenikom kateheta u pripremi krizmanika za Svetu Potvrdu, a potom se uključuje i u razvoj i obnavljanje mrežne stranice svoje župe i gimnazije. U gimnaziji sudjeluje i u radu Zajednice kršćanskog života. Djelovao je i karitativno, pomažući novčano strancima, prosjacima, osobama s invaliditetom i starima. Često je posjećivao kapucinski samostan u Viale Piave, gdje se molio uz tijela dvojice fratara: misionara Danielea de Samaratea i fra Cecilia Cortinovisa, po čijemu je primjeru podupirao Djela svetog Franje.
Zanimao se za računala, planinario, skijao, imao je nekoliko kućnih ljubimaca (dvije mačke, četiri psa i zlatne ribice), volio je filmove, videoigre i općenito informatičku tehnologiju.

### Izložba euharistijskih čuda
Nadahnuće za postavljanje izložbe euharistijskih čuda dobio je tijekom posjeta izložbe projekta »Meeting« u Riminiu te je u njezinu izradu uključio i roditelje i dvije i pol godine rada. Istražio je više od 136 priznatih euharistijskih čuda koja su se dogodila tijekom povijesti Crkve u sedamnaest različitih zemalja te je izradio njihov virtualni muzej: njegova je izložba euharistijskih čuda poslije njegove smrti obišla svih pet kontinenata. Prva izložba održana je u bazilici San Carlo al Corso u Rimu. Na zahtjev više župnika, izložba je objavljena u katalogu, kojemu su predgovor uredili kardinal Angelo Comastri (tada generalni vikar Njegove Svetosti za grad Vatikan) i msgr. Raffaello Martinelli (tada predstojnik Katehetska ureda Kongregacije za nauk vjere). Uz pomoć Kolumbovih vitezova, Društva kardinala Newmana i udruge The Real Presemce Association and Education, i pokroviteljstvo kardinala Raymonda Burkea, izložba je u Sjedinjenim Američkim Državama gostovala u više od tisuću župa i stotinu sveučilišta. Potom je izložba predstavljena i na Filipinima, u Vijetnamu, Kini, Argentini i drugdje. U Fatimskom svetištu izložba je postavljena prigodom stogodišnjice rođenja Franje Marta.

### Bolest i smrt
Početkom listopada 2006. dijagnosticiran mu je agresivan (akutan) oblik leukemije (tip m3), od posljedica koje je 12. listopada u 6:45 sati i preminuo. Sve do smrti zadržao je duboku pobožnost euharistiji, a vlastite je bolesničke patnje prinio kao žrtvu za papu i Katoličku Crkvu. Nadgrobni spomenik i grob s posmrtnim ostatcima nalaze se u Svetištu razodijevanja (Santuario della Spogliazione) u Assisiu. Dvjema povorkama ulicama Assisia 5. travnja 2016. Carlovo je tijelo s groblja u Asizu preneseno je u donju bazilika pa katedralu sv. Rufina, a sljedećega je dana ukopano u bazilici razodijevanja.

## Put svetosti
Thomas Alber je svoju knjigu Carlo Acutis. Missionar im Internet počeo objavom Carlovih osam koraka pod nazivom „Tvoj put k svetosti” (njem. Dein Weg zur Heiligkeit), osam naputaka koje je Carlo i sâm zdušno živio i drugima propovijedao:
1. Svetost moraš željeti iz svegʼ srca, a ako se ta čežnja još nije probudila u tvome srcu, onda moraš neprestano moliti Gospodina za tu milost.
2. Idi svaki dan na misu i pričesti se.
3. Sjeti se moliti krunicu svaki dan.
4. Svaki dan pročitaj neki odlomak iz Svetoga pisma.
5. Kad je moguće, pokloni se pred na oltaru izloženim Presvetim Tijelom Kristovim: vidjet ćeš kako divno možeš rasti u svetosti.
6. Potrudi se ispovijediti svaki tjedan, čak i ako tvoji grijesi nisu veliki.
7. Prinesi žrtvu i vlastita dobra djela kao zagovor Gospodinu i Mariji za pomoć drugima.
8. Moli svog anđela čuvara da ti uvijek bude na pomoći: on treba postati tvoj najbolji prijatelj.

## Beatifikacija
Na šestu obljetnicu smrti, u studenome 2012., pokrenuta je kauza njegove beatifikacije pripremnim aktima. Potpisom kardinala Angela Scole 24. studenoga 2016., u Milanskoj kuriji završena je biskupijska faza beatifikacijskog postupka. Papa Franjo ga je 5. srpnja 2018. proglasio časnim slugom Božjim. Isti papa je u veljači 2020. Kongregaciji za proglašenje svetima odobrio dekret za proglašenje blaženim. Kardinal Agostino Vallini je 10. listopada 2020., pročitavši ukaz pape Franje okupljenim vjernicima u gornjoj crkvi bazilike sv. Franje Asiškog u Assisiju, proglasio Carla Acutisa blaženikom. Papa Franjo je apostolskim pismom prigodom beatifikacije objavio:
»Carlo Acutis, laik, koji je mladenačkim oduševljenjem njegovao prijateljstvo s Gospodinom Isusom, stavljajući euharistiju i svjedočanstvo ljubavi u središte svog života, neka se od sada naziva blaženim i neka se svake godine na dan njegova rođenja za nebo, 12. listopada, slavi na mjestima i na način kako je to određeno kanonskim propisima.«

Papa Franjo Carla spominje i u apostolskoj pobudnici Christus vivit (br. 104-106):
»Mladi Carlo Acutis znao je vrlo dobro da se ti mehanizmi komunikacije, oglašavanja i društvenih mreža mogu koristiti za to da nas pretvore u pojedince utonule u mrtvilo, ovisne o konzumerizmu i novitetima koji oduzimaju naše slobodno vrijeme i zatvaraju nas u negativnost. On je, međutim, znao koristiti novu komunikacijsku tehnologiju za prenošenje Evanđelja, za komuniciranje vrijednosti i ljepote.«

## Vanjske poveznice
| Portal:Kršćanstvo | Portal: Kršćanstvo |

Sestrinski projekti
|  | Zajednički poslužitelj ima još gradiva o temi Carlo Acutis |
|  | Wikicitati imaju zbirke citata o temi Carlo Acutis         |

Mrežna mjesta
- (tal.) (engl.) (fr.) (njem.) ... Službene stranice udruge „Carlo Acutis”
- (engl.) Carlov popis svjetskih euharistijskih čuda
- (tal.) (engl.) (fr.) (njem.) ... GLI APPELLI DELLA MADONNA – Carlov popis ukazanja Blažene Djevice Marije
- (njem.) Gotteskinder.net – Selige Carlo Acutis  Arhivirana inačica izvorne stranice od 20. listopada 2020. (Wayback Machine)